# Средиземноморская рыба-жаба
Средиземноморская рыба-жаба (лат. Halobatrachus didactylus) — вид морских лучепёрых рыб из семейства батраховых (Batrachoididae). Единственный  представитель одноимённого рода (Halobatrachus). Распространены в восточной части Атлантического океана, включая Средиземное море. Максимальная длина тела 50 см. Придонные хищные рыбы.

## Таксономия и этимология
Впервые научно описан в 1801 году немецким филологом и натуралистом Иоганом Шнайдером (1750—1822) под латинским биноменом Batrachus didactylus. Описание было опубликовано в известном каталоге рыб Systema Ichthyologiae iconibus cx illustratum с иллюстрациями немецкого натуралиста и ихтиолога Маркуса Блоха (1723—1799). Поэтому в таксономических справочниках это издание цитируется со ссылкой Bloch and Schneider, 1801. Позднее был выделен в монотипический род Halobatrachus.
Родовое латинское название образовано от греч. θάλασσα — «море» и греч. βάτραχος — «лягушка», а видовое название — от греч. Δύο — «два» и греч. δάχτυλο — «палец».

## Описание
Тело удлинённое, покрыто мелкой циклоидной чешуёй, кроме голых участков на голове перед первым спинным плавником и на груди перед основанием брюшных плавников. Голова большая и массивная, сжата в дорсовентральном направлении. Передние зубы на обеих челюстях расположены в 3 ряда; на верхней челюсти 2 латеральных ряда зубов, а на нижней один ряд. Зубы на сошнике и нёбной кости расположены в 2—3 ряда. По каждой стороне нижней челюсти проходят два ряда простых подбородочных усиков, ограниченных бороздкой с 15 порами. Латерально проходит один ряд длинных простых усиков. На крышечной кости 2 шипа, а на предкрышке — 1 шип. В первом спинном плавнике 3 колючих луча, а во втором 19—21 мягкий луч. В анальном плавнике 16—17 мягких лучей. Грудные плавники с 24—25 мягкими лучами, на внутренней поверхности расположены радиальные ряды кармашков с гранулированными железами. В верхней части вырезки основания грудных плавников у жаберной крышки есть маленькая аксиллярная пора. Хвостовой плавник закруглённый. Две боковые линии; верхняя с 48 порами, каждая пора обрамлена миниатюрными кожистыми лоскутками. Позвонков 30—31, в том числе 19—20 в хвостовом отделе.
Окраска разнообразная, на спине и верхней стороне тела более тёмная, на нижней стороне тела и брюхе более светлая. По бокам тела проходят 4 косых ряда пятен, три ряда пятен на голове (один между глаз, два других за глазами). Голова и тело покрыты мелкими чёрными пятнышками на светлом фоне. Второй спинной плавник с коричневыми наклонными линиями. У основания шипов на крышке и в спинном плавнике есть область белого цвета.
Максимальная длина тела 50 см, обычно до 35 см.

## Биология
Морские придонные рыбы. Ведут малоподвижный одиночный образ жизни. Обитают в прибрежном мелководье на глубине до 60 м. Питаются преимущественно моллюсками и ракообразными.

### Размножение
Самцы впервые созревают при длине тела 16 см, а самки при длине тела 19,1 см; 50% самок в популяции созревают при длине тела 26,2 см, а 50 % самцов при длине тела 30,2 см. У берегов Испании в Кадисском заливе нерестовый сезон продолжается с марта по август с пиком нереста в мае — июне.  Плодовитость самок варьируется от 227 до 1233 икринок в зависимости от размера самок. Икра клейкая; диаметр икринки 4,7—7,88 мм, а масса 0,06—0,14 г.

## Распространение
Распространены в восточной части Атлантического океана от Бискайского залива до Ганы; встречаются в юго-западной части Средиземного моря.

## Взаимодействие с человеком
Являются объектом местного промысла. Ловят донными тралами и кустарными орудиями лова. Попадаются в виде прилова. Реализуются в свежем виде, также используются для производства рыбной муки и рыбьего жира. В последние годы привлекает внимание учёных в качестве экспериментального объекта в токсикологических и кардиологических исследованиях.